# Kenneth Lindby
Kenneth Lindby – szwedzki żużlowiec.
Brązowy medalista indywidualnych mistrzostw Szwecji (Kumla 1995). Dwukrotny medalista drużynowych mistrzostw Szwecji: złoty (1988) oraz brązowy (1992). Srebrny medalista drużynowych mistrzostw Norwegii (1990).
Reprezentant Szwecji na arenie międzynarodowej. Finalista indywidualnych mistrzostw świata (Lonigo 1989 – XI miejsce). Wielokrotny uczestnik eliminacji indywidualnych mistrzostw świata (najlepszy wynik: 1992 – XII miejsce w końcowej klasyfikacji finału szwedzkiego).
W lidze szwedzkiej reprezentant klubu Bysarna Visby (1986–1995, 1997–1998, 2001), natomiast w norweskiej – NMK Oslo (1990).